# Stevan Luković
Stevan Luković (in serbo Стеван Луковић?; Prokuplje, 16 marzo 1993) è un calciatore serbo, centrocampista del Stierstadt.

## Carriera

### Club
Il 1º luglio 2019 viene acquistato a titolo definitivo dalla squadra austriaca del Lafnitz.